# Рё Ын Хи
Рё Ын Хи (кор. 려은희, р.9 августа 1994) — тяжелоатлетка из КНДР, чемпионка мира 2014 года, чемпионка Азии в том же году.
Родилась в 1994 году. В 2013 году выиграла чемпионат Азии и стала серебряной призёркой чемпионата мира. В 2014 году завоевала серебряную медаль Азиатских игр.